# كلاتة علي خان
كلاتة علي خان (بالفارسية: کلاته علی خان) هي قرية تقع في قسم بيزكي الريفي (مقاطعة تشناران) في إيران. يقدر عدد سكانها بـ 0 نسمة بحسب إحصاء 2016.